# Ortygia Colles
Ortygia Colles és un grup de turons del quadrangle Mare Acidalium de Mart, situat amb les coordenades planetocèntriques a 55.65 ° latitud N i 352.13 ° longitud E. Té 255.62 km de diàmetre i va rebre el nom d'un tret albedo localitzat a 65 ° latitud N i 350 ° longitud O. El nom va ser aprovat per la UAI l'any 2003. El terme "Colles" és utilitzat per turons petits o knobs.